# 5900 Jensen
Jensen (asteroide 5900) é um asteroide da cintura principal com um diâmetro de 29,81 quilómetros, a 2,4548502 UA. Possui uma excentricidade de 0,2190033 e um período orbital de 2 035,42 dias (5,58 anos).
Jensen tem uma velocidade orbital média de 16,79982852 km/s e uma inclinação de 9,06724º.
Este asteroide foi descoberto em 3 de outubro de 1986 por Poul Jensen.